# Пісажовиці (Крапковицький повіт)
Пісажовиці (пол. Pisarzowice) — село в Польщі, у гміні Стшелечки Крапковицького повіту Опольського воєводства.
Населення — 446 осіб (2011).
У 1975-1998 роках село належало до Опольського воєводства.

## Демографія
Демографічна структура станом на 31 березня 2011 року:
|          | Загалом | Допрацездатний вік | Працездатний вік | Постпрацездатний вік |
| -------- | ------- | ------------------ | ---------------- | -------------------- |
| Чоловіки | 222     | 38                 | 147              | 37                   |
| Жінки    | 224     | 35                 | 132              | 57                   |
| Разом    | 446     | 73                 | 279              | 94                   |